# Exivious
Az Exivious holland technikás/progresszív death metal/fúziós jazz zenekar volt Utrechtből. 1997-ben alakultak, és 2017-ben oszlottak fel. Instrumentális zenét játszottak.

## Története
Az együttest Tymon Kruidenier (ex-Cynic) alapította. Hozzá csatlakozott Jan Henningheim és Iwan Hendrikx, így kialakult a felállás. 2001-ben adták ki első demójukat. Ezt követően Rob Van Der Loo basszusgitáros csatlakozott a zenekarhoz. Ezután szünetet tartottak. 2005-ben újból összeálltak, a következő felállással: Robin Zielhorst (ex-Cynic, basszusgitár), Michel Nienhuis (gitár) és Stef Broks (ütős hangszerek). Broks a Textures zenekarban is játszott. Frans Verburg billentyűs nem sokkal később csatlakozott hozzájuk. Első nagylemezük 2009-ben jelent meg, saját kiadásban. 2010-ben ismét szünetelt a projekt, azonban a tagok egy évvel később ismét folytatták. Broks visszatért a Textures-be, helyére Yuma van Eekelen került. 2011-ben felléptek a Brutal Assault fesztiválon. 2012-ben európai turnéra indultak, olyan zenekarokkal, mint az Obscura, a Spawn of Possession és a Gorod. Második nagylemezük rögzítését 2012 novemberében kezdték meg, és 2013 áprilisában fejezték be. Ugyanezen év augusztusában szerződést kötöttek a Season of Mist kiadóval. Az album 2013 novemberében jelent meg a Season of Mist gondozásában.
2016. december 12.-én a tagok a hivatalos honlapjukon bejelentették, hogy már kevésbé érdekli őket ez a stílus, és egyéb együttesekben szeretnék folytatni karrierjüket. 2017-ben még tartottak egy pár koncertet és kiadtak egy válogatáslemezt, majd ebben az évben feloszlottak.

## Diszkográfia
- 1999: Demo 1999
- 2001: Demo 2001
- 2002: Exivious (demó)
- 2009: Exivious (album)
- 2013: Liminal (album)
- 2017: Chrysalis - The Early Demos (válogatáslemez)